# Heteroturris serta
Heteroturris serta é uma espécie de gastrópode do gênero Heteroturris, pertencente a família Borsoniidae.